# Rambaud
Rambaud – miejscowość i gmina we Francji, w regionie Prowansja-Alpy-Lazurowe Wybrzeże, w departamencie Alpy Wysokie.

## Demografia
Według danych na rok 1990 gminę zamieszkiwały 294 osoby, a gęstość zaludnienia wynosiła 27 osób/km². W styczniu 2015 r. Rambaud zamieszkiwały 382 osoby, przy gęstości zaludnienia wynoszącej 35,7 osób/km².